# Atlético Morelia
El Club Atlético Morelia es un equipo de fútbol mexicano profesional con sede en el estadio José María Morelos y Pavón en Morelia, Michoacán, que participa en la Liga de Expansión MX, la segunda categoría del fútbol mexicano. Fundado el 21 de noviembre de 1924, bajo el nombre del "Oro" posteriormente cambiado a "Oro Morelia". Fue hasta el 4 de junio de 1950 que obtuvo su certificación como equipo profesional para debutar como uno de los siete miembros originales y creadores de la Segunda División de México.
Dentro de su palmarés deportivo cuenta con un título de la Primera División, una Copa MX y una Supercopa MX, además de dos subcampeonatos en la Liga de Campeones de la Concacaf. En abril de 2002, fue uno de los únicos tres equipos mexicanos que han sido nombrados «Club del Mes del Mundo» por la IFFHS.
Después de la adquisición del equipo por parte de Grupo Salinas, en 1999 el equipo luego cambia su nombre a «Monarcas Morelia» en honor al escudo de armas de la ciudad homónima. El 2 de junio de 2020, en un comunicado de la Liga MX se anunció que el club se mudaría a Mazatlán, Sinaloa y pasaría a llamarse Mazatlán Fútbol Club; sin embargo, el 26 de junio de 2020 en la Asamblea Ordinaria de Clubes de la Liga se anunció la mudanza del Atlético Zacatepec a Morelia, Michoacán, renaciendo así el Club Atlético Morelia bajo el mando de nuevos propietarios y ahora en la Liga de Expansión MX.

## Historia

### Fundación y los primeros años
En febrero de 1950, el Oro-Morelia propiedad del empresario Eucario Gómez, participa por primera vez en una competición profesional al fundarse la Segunda División de México, pero fue el 4 de junio de 1950 cuando se creó el patronato Pro Equipo de la Segunda División en Morelia, y después de haber cumplido con la inscripción ante la Federación Mexicana de Fútbol y conseguido la unanimidad en la votación del nombre, el Club Deportivo Morelia se convertía oficialmente en un equipo profesional.
Una vez habiendo registrado al equipo, el siguiente paso, era definir el uniforme que portarían los primeros integrantes del plantel. Para ello, se usaron los colores del escudo de armas de la ciudad, el azul rey, amarillo y rojo, además de agregarle una franja roja cruzada a la altura del pecho en señal de nobleza, dando paso al uniforme que hasta ahora conserva su esencia con algunos cambios y variantes. Los colores rojo y amarillo del uniforme, son los mismos que los de la bandera española, dado que Morelia fue una urbe novohispana fundada por españoles y que cambiaría su nombre a Morelia en honor al prócer de la Independencia de México, el cura José María Morelos y Pavón. El mote Canarios nace por el color amarillo de su uniforme, ya que en un principio no se podían hablar los jugadores en el campo, a lo que los jugadores del Morelia se silbaban para pedir el balón a sus compañeros de equipo.
El 25 de febrero de 1951 Morelia jugó su primer partido oficial en la Segunda División, venciendo 5-1 al Pachuca. En la temporada 1955-56 logró su primer título al derrotar al Laguna con sede en Torreón, Coahuila, en el torneo de Copa de la Segunda División, donde el partido terminó empatado 0-0 y en penales, Morelia venció 2-1.

### Primer ascenso a la Primera División
El 20 de enero de 1957 logró su primer ascenso a la Primera División de México al conseguir el subcampeonato de la categoría. El 3 de marzo jugó su primer partido de Copa México, venciendo 2-0 al Atlante. Gracias al subcampeonato y a la renuncia del Puebla a la Primera División por motivos económicos, el Club Deportivo Morelia, llega por primera ocasión a la máxima categoría del balompié nacional.
Fue con el uruguayo José María Rodríguez como técnico, que Morelia debutó en la Primera División el 14 de julio de 1957 ante los Cremas del América, duelo que se celebró en el Estadio Ciudad de los Deportes de la Ciudad de México. El resultado final fue 1-1 y la anotación del conjunto michoacano fue obra de delantero costarricense Carlos Láscarez. La primera alineación en la Primera División del Morelia, fue: Tello; Ferreira, Luna, Reyes, Altamirano, Arizmendi, Zacarías, Américo, Flores, Láscarez, Eirin. El primer duelo de la Primera División que se disputó en Morelia se celebró en la segunda jornada de la temporada 1957-58, el 21 de julio en el Campo Morelia. Terminó con derrota para los michoacanos 1-2 ante el León, pero permitió el debut de un delantero uruguayo que con el tiempo se convertiría en figura no solo de Morelia, sino del fútbol nacional: Carlos Miloc. Después siguieron 4 derrotas seguidas; Tampico 3-Morelia 2; Morelia 0-Zacatepec 2; Zamora 2-Morelia 0; Morelia 0-Guadalajara 4 y un solo empate, Necaxa 1-Morelia 1, por lo que se produjo el primer cese de técnico en el equipo, salió José María Rodríguez y entró el español Fernando "Gavilán" García, dos derrotas después, el Morelia obtendría su primer triunfo en primera división al ganar en la jornada 10 Morelia 4-Cuautla 1, el 15 de septiembre de 1957.
En esta temporada 1957-1958 el equipo ocupó en el lugar 12 de 14 equipos participantes, jugó 26 partidos, ganó 7, empató 7 y perdió 12, anotó 35 goles y recibió 54, para un total de 21 puntos, cuando todavía los triunfos valían 2 puntos no 3 como ahora. El 20 de febrero de 1958 disputó su primer partido internacional, empatando con el Independiente de Argentina 1-1 en el Campo Morelia. El 3 de febrero de 1961 jugó su primer partido en el extranjero, fue contra la Juventud Olímpica, equipo salvadoreño con el que perdió 1-0.
Los problemas financieros amenazaron la existencia del equipo. Para evitar su desaparición, Félix Cerda Loza tomó la administración y redujo la nómina dando de baja a los jugadores extranjeros. Al final, el Morelia mexicanizado se salvó por un punto del descenso en la temporada 1962-63. Otra de las medidas adoptadas por Félix Cerda Loza fue la mudanza de los partidos del Morelia al Campo Independiente, que era de su propiedad en espacio en el que actualmente se encuentra una gasolinera frente al edificio Géminis en la esquina del bulevar García de León y la avenida Ventura Puente.
Para 1965, la gestión de Jorge Díez como nuevo dueño del equipo coincidió con la apertura del Estadio Olímpico Venustiano Carranza, una moderna obra deportiva que se convirtió en la nueva casa del Morelia con capacidad de 20 000 aficionados, estadio en el cual jugaron hasta bien entrada la década de los 80 tanto en la Primera como en la Segunda División. El partido inaugural fue celebrado el 21 de febrero y terminó 2-1 a favor del Botafogo de Brasil sobre los michoacanos. Ese mismo año, Morelia jugó su primera final en la historia de los torneos oficiales al disputar la corona por la entonces conocida Copa México (Copa MX). En dicha final el conjunto purépecha se enfrentó a los conocidos como Cremas del América quienes ganaron la Copa al doblegarlos por 4-0. El último partido disputado por el Morelia en el Estadio Venustiano Carranza, fue en la jornada 28, de la temporada 1988-1989 el domingo 2 de abril de 1989, ante la U. de G. Con resultado favorable de 2 a 1 para los Leones Negros.

### Descenso a Segunda División
En la temporada 1967-1968 el equipo tuvo un declive importante, con apenas 17 puntos en 30 juegos, 6 triunfos, 5 empates y 19 derrotas, 23 goles a favor y 58 en contra, el descenso se definiría en la penúltima jornada, el jueves 18 de enero de 1968 cuando la Pandilla del Monterrey empató contra el Atlas a cero goles, en Guadalajara, Jalisco, así, el Monterrey llegaba a 20 puntos dejando al Morelia con 15 unidades con solo 4 puntos más en disputa. Con lo cual el equipo terminaba último de la Primera División y desciende en automático a la Segunda División, el 28 de enero de 1968 Morelia consumo su descenso al caer 2-0 ante los Cementeros del Cruz Azul.
En la temporada 1970-71 tras graves incidentes ocurridos en los juegos ante Zamora y Tampico, y la negativa de la directiva de cumplir con las sanciones impuestas, el equipo es desafiliado. El club logró ser inscrito para la temporada 1971-72 con la condición de contar con una nueva directiva.
En julio de 1974 el equipo enfrentó problemas económicos, por lo que un grupo de 32 empresarios de Morelia, liderados por Don Alfonso Álvarez Barreiro, Jorge Abuchard y Ignacio Gómez Monzón, reestructuraron a fondo toda la fisonomía del equipo. Cambiaron el nombre del equipo, y nació el "Club Atlético Morelia, S.A. de C.V.", siendo presidente del equipo en ese entonces el Ingeniero Ignacio Gómez Monzón y vicepresidente del club el Ingeniero Guillermo Villicaña.

### Años 1980: Regreso a Primera División
Don Nicandro Ortiz hizo su aparición en el equipo Morelia, como socio accionista en la temporada 80-81, siendo el presidente del club, el Ingeniero Guillermo Villicaña. El 26 de julio de 1981, bajo la dirección de Diego Malta, Morelia se coronó campeón de la Segunda División al derrotar 1-0 al Tapatío de Uruapan, ascendiendo por segunda ocasión al máximo circuito del fútbol mexicano. En la temporada 1982-1983 siendo presidente del club el Ingeniero Edmundo Sistos Murillo, se nombra a Nicandro Ortiz vicepresidente del equipo, para después comenzar a comprar las acciones del club, además, se cambia el escudo del equipo. Al finalizar esa temporada Don Nicandro Ortiz era, ahora sí, único dueño del Club Atlético Morelia. Esta temporada, siendo su segunda campaña en la Primera División, el Morelia tuvo que jugar su permanencia contra los Cañeros de Zacatepec. Morelia ganó la ida en casa 2-0, el Zacatepec venció 4-2 en casa; por lo que en un tercer partido, jugado en el Estadio Azteca, el Morelia derrotó por la mínima a los cañeros y permaneció así en la Primera División.
En 1988 vivieron uno de los pasajes más vergonzosos en la historia del fútbol mexicano, en semifinales contra el América en los dos juegos habían logrado un empate global de 4-4, entonces el juego de vuelta en el Estadio Azteca se fue a tiempos extra donde cayeron dos goles más por equipo, y al terminar estos, el Morelia creyó estaba en la final, pero el técnico del conjunto de Coapa Jorge Vieira encontró un error en el partido, buscó al árbitro Miguel Ángel Salas para que revisara la regla #14, al revisarla se encontró con que la regla de los goles de visitante solo era válida en tiempo regular y no en el tiempo extra, por lo que de seguir el global empatado habría tandas de penaltis, además de que el técnico del conjunto michoacano Antonio "Tota" Carbajal intentó llevarse rápidamente a sus jugadores a los vestidores, pero pocos minutos después se les avisó que se lanzarían los penaltis y hasta algunos jugadores salieron con sandalias, los tiros se cobraron y el América ganó por marcador de 2-1 pasando a la final en la cual fue campeón. El 30 de marzo de 1988 jugó su primer partido en un torneo internacional, derrotando 9-0 al Coke Milpros, con 5 goles de Marco Antonio Figueroa.
El equipo jugaba en el Estadio Venustiano Carranza hasta que el 9 de abril de 1989, tras casi 8 años de jugar en la Primera División, fue inaugurado el Estadio Morelos, también conocido como el "Coloso del Quinceo", ya que este se encuentra en las faldas del cerro de dicho nombre.

### Años 1990: Cambio de dueños y la reestructuración
En 1996, la empresa de televisión mexicana, TV Azteca adquirió el equipo, y en el Invierno 1996 vivieron uno de sus más amargos pasajes, ocuparon el lugar #18 de la tabla general. En el Verano 1997 eliminan al superlíder América en cuartos de final, pero más tarde perderían la semifinal ante las Chivas Rayadas del Guadalajara que sería campeón de dicho torneo. En el Invierno 1999, el equipo es rebautizado como Club Monarcas Morelia o simplemente Monarcas Morelia, debutando con este mote el 15 de agosto de 1999 con una derrota ante el Guadalajara por marcador de 0-2.

### Años 2000: El primer título de Liga
En la campaña del Invierno 2000 del torneo mexicano, el Morelia contrató como técnico a Luis Fernando Tena, con el cual conseguirían el primer y único título de la Primera División que tienen hasta el momento. El Campeonato lo ganaron llegando a la final contra el Toluca; antes habían eliminado al Pachuca y al Santos Laguna. El partido de ida de la final fue el 13 de diciembre del 2000 en el Estadio Morelos ante un lleno total. El partido terminó 3-1 a favor de los locales con goles de Mario Ruiz, Alex Fernandes y Omar Trujillo; por parte de los choriceros anotó José Saturnino Cardozo. El partido de vuelta se jugó en el Estadio Nemesio Díez de Toluca, Estado de México el 16 de diciembre. A los 14 minutos de juego, Erick Espinosa anotó para el Toluca, poco después, al 24' anotaría el segundo gol de la tarde el paraguayo José Saturnino Cardozo. El partido concluyó en su tiempo reglamentario y el marcador global era 3-3. El partido se extendió a tiempos extras con gol de oro, donde nunca cayó el gol, y finalmente a los tiros penales, donde ganaron 5-4, coronándose campeones del torneo Invierno 2000, en donde el arquero Ángel David Comizzo, atajó tres penales, dos de ellos a Nelson Sinha y a Cardozo, quienes eran considerados los mejores jugadores escarlatas.
| 13 de diciembre de 2000, 15:00 | Morelia                               | 3:1 (2:0) | Toluca      | Estadio Morelos, Morelia      |                               |
|                                | M. Ruiz 23' · Alex 38' · Trujillo 56' |           | Cardozo 69' | Árbitro(s): Armando Archundia | Árbitro(s): Armando Archundia |

| 16 de diciembre de 2000, 15:00                               | Toluca                                                                 | 2:0 (2:0, 2:0) (t. s.)(4:5 p.) | Morelia                                                                | Estadio Nemesio Díez, Toluca  |                               |
|                                                              | Espinosa 15' · Cardozo 26'                                             |                                |                                                                        | Árbitro(s): Felipe Ramos Rizo | Árbitro(s): Felipe Ramos Rizo |
|                                                              |                                                                        | Tiros desde el punto penal     |                                                                        |                               |                               |
|                                                              | Ruiz · Taboada · Sinha · O. Blanco · Cardozo · Martínez · García Arias |                                | C. Morales · Almirón · Lozano · Chávez · Alex · Hernández · H. Morales |                               |                               |
| Morelia Campeón del Torneo Invierno 2000 (3-3, 4:5 Penales). |                                                                        |                                |                                                                        |                               |                               |

| Comizzo Chávez Franco Morales Trujillo Almiron Noriega Davino Lozano Ruiz Fernandes |

|  |

#### Buenas temporadas pero sin títulos
El 5 de febrero de 2002 Monarcas jugó su primer partido de Copa Libertadores, empatando 0-0 contra Club Atlético Vélez Sarsfield. En abril, la IFFHS nombró a Monarcas "el mejor equipo del mundo" durante ese mes.
En el Apertura 2002, llegó a la final del fútbol mexicano de nuevo contra el Toluca; pero esta vez la pierde con un marcador global de 4-2. En el Clausura 2003 llega por segunda vez consecutiva a la final; esta vez contra el Monterrey, pero perdió con un marcador global de 3-1. Meses después, también por segunda vez consecutiva, llega a la final de la Copa de Campeones de la Concacaf, contra el Toluca; perdiéndola también con marcador global de 5-4.
En el Clausura 2005 consiguió el liderato en la fase regular, pero no pudo conseguir el campeonato, ya que fue eliminado en las semifinales por los Tecos de la UAG con marcador global de 1-2. Después de un torneo sin calificar, en el Clausura 2006 calificó a la liguilla por el título, pero fue eliminado en cuartos de final con marcador global de 4-3 por el Pachuca, escuadra que a la postre sería el campeón del torneo.
El Apertura 2006 comenzó bajó la dirección de Hugo Hernández, quien fue sustituido en la fecha 10 por Marco Antonio "Fantasma" Figueroa. El equipo ocupó el lugar 12 de la tabla general, razón por la cual quedó excluido de la liguilla. Para el Clausura 2007, todavía bajo la dirección del "Fantasma" Figueroa, el equipo adquirió jugadores como Nicolás Pavlovich, Jesús Mendoza y Hugo Sánchez (homónimo), que no rindieron lo esperado. Al final del torneo quedó en décimo lugar con 22 puntos, producto de 7 juegos ganados, 1 empatado y 9 perdidos, que le dio derecho a disputar la repesca contra el Atlas. El marcador global fue 1-1, pero el Atlas avanzó a la siguiente instancia, en virtud por haber tenido mejor posición en la tabla general que el cuadro michoacano.
En el Apertura 2007 cambió notablemente el diseño de sus uniformes, presentando inclusive un uniforme alterno de color verde limón. Para este torneo dio de alta a los brasileños Vanderson de Souza y Marcinho, al uruguayo Gabriel Choy González, al argentino Mauricio Martín "Pampa" Romero, así como a los mexicanos Alejandro Leyva, Luis Ángel Landín y Ricardo Martínez. La mayoría de los refuerzos tuvieron una actuación pobre durante el torneo, finalizando el equipo con 22 puntos en el décimo lugar de la competencia, pero pese a ello alcanzó la instancia de repesca, contra el América. El Monarcas Morelia ganó por global de 3 - 1 (ganó 3-0 en el Estadio Morelos y perdió 1-0 en el Estadio Azteca), con lo cual le tocó enfrentar en cuartos de final al líder general del torneo, Santos Laguna. En el juego de ida Monarcas perdió 0 - 2, mientras que en el juego de vuelta, en Torreón, volvió a perder, pero ahora por 3 - 2, quedando 5 - 2 en el global, terminando así nuevamente con sus aspiraciones de seguir avanzando en dicha liguilla.
En el torneo Apertura 2009 hizo una de sus mejores campañas ya que llegó invicto hasta la fecha 5 empatando a uno en su primer duelo ante Santos en el Estadio Morelos con goles de Aldo Leão Ramírez por parte del Morelia y por los de la Laguna marcó Juan Carlos Mosqueda en su segundo juego le ganó 2-1 al América en el Estadio Azteca con goles de Miguel Sabah y Wilson Tiago Mathias mientras que después descontó Salvador Cabañas por el otro equipo. Su tercer juego fue contra el San Luis con el que le ganó 2-1 por Fernando Salazar de penal y empató San Luis con un penal que cobró Alfredo "Chango" Moreno y en el último minuto anotó Hugo Droguett por Monarcas. En la cuarta fecha ganó por escándalo a los Indios de Ciudad Juárez con un marcador de 5-0 anotando Miguel Sabah y Hugo Droguett 2 goles y Elías Hernández 1, después en el Estadio Jalisco le ganaron 2-0 al Atlas con un gol de Sabah por error de un defensor de los zorros y después el anotó el segundo por medio de penal. Esta victoria significó para Morelia ganarle al Atlas de visitante después de 11 años.
Después perdió con el Cruz Azul 3-0 siendo el único juego que perdió en el Morelos con gol de Emmanuel Villa después le siguieron Gerardo Lugo y Alejandro Vela en ese torneo llegaron como terceros de la general a la liguilla y así obtuvieron su pase directo a la Copa Santander Libertadores 2010. En la estancia de cuartos de final les tocó jugar contra Santos Laguna que en el primer partido en Torreón cayeron por el marcador de 2-1 anotando primero Carlos Ochoa así le daba la victoria de 1-0 al Santos después el Monarcas empataría por medio de Hugo Droguett para que al final quedaran 2-1 por medio de Carlos Ochoa. Mientras que en el Estadio Morelos todo cambió al ser goleado 3-0 con goles de Wilson Tiago, Miguel Sabah y por último el capitán Mauricio Martín Romero llegando así a semifinales en las que empató primero en Morelia 0-0, después en el Estadio Azul ganó Cruz Azul 2-1 metiendo el primero Miguel Sabah, empatando después el Chuletita Orozco y por último anotó Tito Villa, partido que tuvo una gran polémica por una mano metida en el aérea por Joel Huiqui cuando Tiago metería un gol, así no pudo llegar a la final que sería ganada por los Rayados de Monterrey.

### Años 2010: Temporadas de contrastes
En enero de 2010 se dio a conocer una lista de la IFFHS en el que el conjunto michoacano aparece en el lugar 124 de la clasificación mundial de clubes de los últimos 20 años compartiendo lugar con el Audax Italiano de Chile, KRC Genk de Bélgica, Rosenborg Ballklub de Noruega y el Udinese Calcio de Italia.
Y ocupó el 3.er lugar en cuanto a clubes mexicanos solo debajo del América y el Club Deportivo Guadalajara.
En el Clausura 2011 haría historia al ser el primer club que lograba meterle 6 goles al Toluca en el Estadio Nemesio Díez, al golearlos 6 goles contra 1.
En ese mismo torneo logró entrar a la liguilla eliminando al América en Cuartos de final y al Cruz Azul en semifinales, más en el juego de vuelta en el Estadio Morelos se desató una batalla campal principalmente por la entrada de un aficionado a la cancha intentando saludar a Gerardo Torrado del equipo celeste, más apareció el Chaco Giménez quien le propinó una golpiza además de la entrada no autorizada a la cancha de Enrique Meza y Tomás Boy, y la suspensión de Jesús Corona al propinarle un cabezazo a un auxiliar del club michoacano. Los michoacanos llegaron a la final contra los Pumas, la cual fue muy polémica, ya que la Federación Mexicana no vetó el estadio por los desmanes causados por el aficionado de Cruz Azul que invadió la cancha y permitió su realización en el estadio de los michoacanos. El juego de ida terminó 1-1, por los universitarios anotó Francisco Palencia y por los michoacanos Joao Rojas, pero el juego de vuelta en CU cambió la historia por completo, apenas transcurridos 14 minutos del encuentro el árbitro Marco Antonio Rodríguez, marcó la pena maxíma en favor de los Pumas, y con un tiro magistral de Palencia los auriazules ya casi tenían el título en sus manos, pero a los 25 minutos Jaime Lozano emparejó los cartones por la misma vía, poniendo el 2-2 global, vendría el segundo tiempo y a los 77 minutos Javier Cortés aprovechó una jugada clave y anotó el gol que le daba a los felinos su séptimo título por marcador global de 3-2, siendo la cuarta final disputada por Morelia y la tercera como subcampeón.

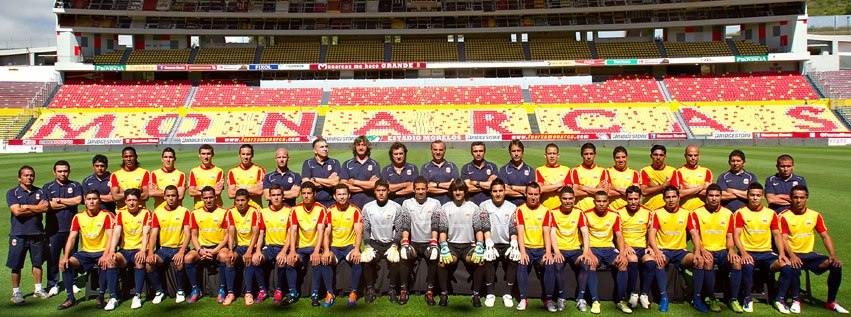
Equipo temporada 2012.

Monarcas llegaba a la Copa MX Apertura 2013 después de dos copas anteriores en las que no pasó de la fase de grupos y
en las que se midió en su grupo a los equipos de Atlas, Estudiantes Tecos y Celaya y en los que ganó 4 empató 1 y perdió uno más sumando 15 puntos calificando como primer lugar de su grupo (igualando con Atlas pero por diferencias de goles). En cuartos de final se enfrentaría al Club León y venciendo por un marcador de 2-0 en el Estadio Morelos. Ya en semifinales se verían las caras con Monterrey, el juego fue celebrado en el Estadio Tecnológico y donde Morelia le derrotaría por un gran marcador de 3-0 para instalarse en la gran final. Su rival en la final sería el Atlas, con quien había jugado en su mismo grupo y que dejó en el camino a los Alebrijes de Oaxaca. La final se jugó en el Estadio Morelos el 5 de noviembre de 2013 ante un estadio lleno, el resultado final sería un emocionante marcador de 3-3 en tiempo regular en los que marcaron Jefferson Montero al 6´, y Edgar Andrade al 12´, posteriormente llegaría Omar Bravo por tiro penal al 39´ con la expulsión de Carlos Morales y Matías Vuoso al 51´ para empatar el juego; sin embargo Héctor Mancilla al 53´ llegaría con un remate de cabeza para avanzar en el marcador, de igual forma Lucas Ayala daría un cañonazo al balón al 57´ y enviaría el juego a penales. En los penales anotarían Mancilla, Federico Vilar y Armando Zamorano, por Atlas fallaron Vuoso, Leandro Cufré y Lucas Ayala siendo Flavio Santos el único en anotar, el jugador del juego fue sin duda Federico Vilar quien atajó 3 penales y levantó la primera Copa Mx para Monarcas Morelia.
Como premio al campeonato de Copa MX la liga Mexicana reunió a los últimos campeones de la copa (Monarcas y Tigres UANL) para disputar un dos partidos la naciente Supercopa MX, para definir al campeón de campeones de la Copa Mx y otorgar al ganador la oportunidad de ser México 3 en la  Copa Libertadores.
Para ello se enfrentarían en el estadio Morelos el primer partido donde los locales golearían a los Tigres de la UANL por marcador de 4-1 y en la vuelta perdiendo 3-1 sin embargo por diferencia de goles Morelia se coronaría campeón de la Supercopa MX y con boleto para la Copa Libertadores 2015.
A partir del Apertura 2015, el equipo se metió en graves problemas por el descenso, ya que en los dos torneos pasados Monarcas solo consiguió 10 y 13 puntos respectivamente, por ello llegó un viejo conocido, que ya alguna vez había salvado a la monarquía, Enrique Meza como Director Técnico, en el Apertura 2015 Monarcas se quedó a 4 puntos, aunque si hubiera ganado en la última jornada, hubiese quedado en 8.º En el Clausura 2016 la primera parte del torneo, se pareció mucho al del anterior con altibajos, pero para la segunda todo cambió, de 21 puntos posibles consiguió 18, en 5 victorias consecutivas, se clasificó a liguilla con 28 puntos algo que el equipo, no hacia desde el Apertura 2013.
En la temporada 2016/17 monarcas empezó en penúltimo lugar de la porcentual solo por arriba del recién ascendido Necaxa, al paso de las jornadas en equipo iba disminuyendo la ventaja que tenía sobre el, pero en la jornada 8 después de una victoria del Necaxa, cae el equipo al último lugar de la tabla porcentual y esto continuó hasta que en la jornada 15 Monarcas le ganó un juego apretado precisamente al Necaxa 2-1 en el estadio Morelos, después de 7 fechas Monarcas dejó la última posición del porcentaje, el gusto no duró mucho ya que para el final del Apertura 2016, el equipo terminó último solo 2 puntos debajo del Veracruz, esta condición no cambió hasta la jornada 9 del Clausura 2017, cuando se derrota por la mínima a Veracruz con un gol de Raúl Ruidíaz vía penal, se pensó que este sería el parteaguas pero no fue así, ya que después de una racha de no conseguir victorias en a falta de 2 fechas el conjunto michoacano cayó en la última posición del porcentaje a solo un punto de Chiapas y a dos del Veracruz, pero con dos victorias en las últimas jornadas Monarcas logró mantenerse en primera división cuando en la jornada 16, el Pumas visitó el campo del Morelos, para ser goleado 4-0 con un triplete del peruano e ídolo Raúl Ruidíaz, y un gol más del también peruano Andy Polo, así Monarcas llegaba a la última jornada con la permanencia en sus manos, el partido empezó muy difícil para el equipo de Morelia pues al minuto 22´ le es anulado un gol a Monterrey por fuera de lugar, y al 28´ le anulan un segundo gol, siendo marcados los dos por Jonatan Cristaldo, lo que vislumbraba un partido difícil, pero al minuto 30´ después de una carrera de 80 metros de Rodolfo Vilchis centra para Gastón Lezcano, para marcar el 1-0, en todo el partido Monterrey estuvo insistiendo hasta que en el minuto 83 Emanuel Loeschbor comete un penal que al minuto 85 lo convertiría Dorlan Pabón, lo que parecía el descenso del equipo ya que Chiapas iba ganando 0-1 al Atlas, pero al minuto 91' un gol del peruano  Raúl Ruidíaz mantuvo al equipo en primera división. 
Después de esto se llega a liguilla por tres temporadas seguidas, pero el equipo vuelve a caer en problemas después de la salida de jugadores importantes como Raúl Ruidíaz y Diego Valdez. Durante el Clausura 2019, Roberto Hernández se va de la dirigencia del club, que pasa un mal momento. Pero en el Apertura 2019  llega el argentino Pablo Guede, que junto a jugadores como Shaggy Martínez, Sebastián Vegas, Aldo Rocha, Sebastián Sosa y otros referentes, logran llegar a Liguilla con un estilo de juego llamativo que logró hacer que muchos se unieran para apoyar al equipo. En este torneo (que fue el último que Monarcas terminó, debido a la suspensión del Clausura 2020) quedan eliminados en semifinales ante América en un partido con global de 2-2, definido por la posición en la tabla. El último juego de la historia de Monarcas Morelia es contra Querétaro en el Estadio Morelos, partido en el que ganan 4-0. El último gol del equipo siendo llamado Monarcas fue anotado por Shaggy Martínez.

### Años 2020: Cambio de franquicia
El 2 de junio de 2020, mediante un comunicado el club hace oficial su mudanza a Mazatlán, Sinaloa, creando así el Mazatlán Fútbol Club, de esta manera Monarcas Morelia dejó de participar en la Liga MX. El 26 de junio se anunció en la Asamblea Ordinaria de Clubes del fútbol mexicano que el Club Atlético Zacatepec trasladaría su franquicia a Morelia, Michoacán, cambiando de nombre a Club Atlético Morelia y jugando en el Estadio Morelos. El 27 de junio se presentó al equipo de manera oficial, además, se recuperó el nombre y escudo históricos de la institución, utilizados antes del cambio de nombre a Monarcas.

### Actualidad Liga de Expansión MX
En su primer torneo en la Liga de Expansión MX consiguieron llegar a las semifinales cayendo eliminados contra el Atlante Fútbol Club. En el segundo torneo de la temporada el equipo logró el liderato de la competencia en la temporada regular, sin embargo, en la final del torneo el Atlético Morelia fue derrotado por 3 a 2 en el global ante el Tepatitlán Fútbol Club, de esta forma, el equipo se quedó con el subcampeonato de la categoría de plata del fútbol mexicano.
El siguiente torneo el Torneo Apertura 2021 Liga de Expansión el Club Atlético Morelia calificaría en tercer lugar de la competencia calificando de forma directa a cuartos de final cayendo en dicha instancia frente al Tampico Madero Fútbol Club ya para el siguiente torneo Torneo Clausura 2022 Liga de Expansión el club conseguiría clasificarse de manera dramática en cuarto lugar de la competencia entrando nuevamente directo a cuartos de final donde eliminaría a los Mineros de Zacatecas posteriormente en semifinales eliminaría al Atlante llegando así a la final frente a los Cimarrones de Sonora donde en la ida en el Estadio Héroe de Nacozari empatarían 0-0 sin embargo en la vuelta en el Estadio Morelos ganarían por marcador de 2-0 así coronándose campeones de la división de plata del fútbol mexicano. 
La última participación al momento del club fue en el Torneo Apertura 2022 Liga de Expansión donde los canarios después de una seguidilla de malos resultados terminaron en sexta posición de la competencia clasificando al repechaje eliminando a los Alebrijes de Oaxaca pero cayendo en cuartos de final frente a los Cimarrones de Sonora en el Estadio Héroe de Nacozari.

## Actuación en copas

### Copa Libertadores de América
Monarcas Morelia ha participado en 3 ocasiones en la Copa Libertadores en su fase de grupos. La primera fue en 2002. Los morelianos lograron acceder en esa edición a los cuartos de final.
En la edición 2002 de la Copa Libertadores, bajo el mando del técnico Rubén Omar Romano, llegan hasta la fase de cuartos de final, donde son eliminados por el América. Su actuación en la primera fase y los octavos de final le hacen merecedor del título de "Mejor Equipo del Mundo del mes de abril de 2002" que le otorgó la IFFHS.
En esa misma Copa Libertadores logró el segundo mejor puntuaje de equipos mexicanos en esta copa con 14 puntos solo 2 puntos abajo del mejor que es de 16 y lo logró el América en esa misma Copa Libertadores 2002.
El Equipo de la Fuerza comenzó su camino en el torneo Pre-Libertadores del 2001, en el que 5 equipos mexicanos disputaban 2 boletos para acceder a la eliminatoria contra equipos venezolanos.
Los roji-amarillos enfrentaron al Cruz Azul en Dallas, Texas el 1 de agosto de 2001, al Toluca en Chicago, Illinois el 22 de agosto del mismo año y al América en Houston, Texas el 19 de septiembre y debían de enfrentarse al Atlas pero ya no se jugó debido a que el Atlas ya no tenía oportunidad y el Morelia era segundo lugar.
Ya en Pre-Libertadores se enfrentó al Caracas y a los Trujillanos ambos de Venezuela y al América de México.
Logró clasificarse como segundo lugar y junto con el América entraron a la siguiente ronda de la Copa Libertadores 2002.
Morelia quedó ubicado en el grupo 5 junto al Vélez Sarsfield de Argentina, el Nacional de Uruguay y el Sporting Cristal del Perú. Logrando acceder a los octavos de final como primer lugar de su grupo y superando al Club Deportivo Olmedo de Ecuador, ingresando a cuartos de final donde el América los derrotó y los dejó fuera de la posibilidad de seguir compitiendo por el título continental.
En 2002, consigue también el subcampeonato de la Copa de Campeones de la Concacaf, al perder la final contra el Pachuca con un marcador de 1-0 en un partido disputado en el Estadio Azul.
En 2010 logran ingresar directamente a la fase de grupos por puntuación en la tabla de la liga, quedando el grupo 6 al lado del Banfield de Argentina, el Deportivo Cuenca de Ecuador y una vez más junto al Nacional de Uruguay, pero quedándose en la instancia de fase de grupos.
Volvió a tener participación en la Copa Libertadores en 2014 para entrar a fase de grupos ante Independiente Santa Fe de Colombia, la ida en Estadio Morelos fue de 2-1 con goles de Héctor Mancilla y Armando Zamorano para los locales. La vuelta fue en el estadio El Campín, el cual concluyó 1-0 a favor de Santa Fe que por gol de visitante Monarcas quedó fuera de Libertadores.

### Morelia en la Copa MX bajo el nuevo formato
A partir del Apertura 2012 regresó la Copa MX entre equipos de la Liga Bancomer MX y equipos del Ascenso MX y Morelia quedó ubicado en el grupo 1 junto al León de la Liga MX y a los Estudiantes Tecos y los Dorados de Sinaloa de la Liga de Ascenso. A pesar de tener una buena participación en la fase de grupos quedó relegado de los cuartos de final al quedar segundo lugar de grupo por debajo de los Dorados de Sinaloa por 1 punto y a pesar de haberse llevado los 3 puntos que se otorgaban al ganador global de cada enfrentamiento.
Para la siguiente edición quedó ubicado en el grupo 2 junto al Querétaro de la Liga MX y una vez más junto a los Estudiantes Tecos y a los Tiburones Rojos de Veracruz de la Liga de Ascenso. Este torneo fue malo para el equipo y una vez más no logró su clasificación a los cuartos de final al obtener 4 empates, 2 derrotas y ninguna victoria pero todavía así llevándose el punto extra del enfrentamiento ante Querétaro por gol de visitante.
La revancha llegaría en la edición del Apertura 2013 en la que salió campeón al derrotar 3-1 en penales al Atlas después de un espectacular empate a 3 en los 90 minutos reglamentarios. En esa edición Morelia quedó ubicado en el grupo 7 junto al Atlas (al que enfrentaría a la postre en la final) de la Liga MX y por 3.ª vez consecutiva junto a los Estudiantes Tecos y al Celaya. Arrasaría la fase de grupos para posteriormente enfrentarse al León en cuartos de final por marcador de 2-0 y avanzar a semifinales donde goleó 3-0 de visita al Monterrey y avanzar a la final en la que se coronaría campeón por primera vez en su historia después del empate a 3 en el tiempo reglamentario y teniendo al guardameta Federico Vilar como figura al detener 3 penales y anotar 1 y así darle su primer campeonato de Copa al Morelia.
Fue hasta la edición Apertura 2014 que el equipo volvió a participar. Fue ubicado en el grupo 5 junto al Puebla de la Liga MX y los equipos del Ascenso MX fueron el Necaxa y Celaya. Esta edición fue regular para el equipo ya que no se logró clasificar a la siguiente ronda tras haber tenido 2 victorias, 3 empates y una derrota, quedando así situado en el segundo lugar del grupo con 11 puntos.
El equipo volvió a ver actividad en la copa en la edición Apertura 2015. En esta oportunidad el Morelia quedó ubicado en el grupo 4 junto con el Guadalajara de la Liga MX, los Mineros de Zacatecas y los Coras de Tepic del Ascenso MX en esta ocasión el club dejó ir la oportunidad de pasar hacia la siguiente ronda contra el Guadalajara, en el último partido de la fase de grupos cuando en el Estadio Morelos perdió el partido 1-2.
Los datos del partido y los artífices del primer Campeonato de Copa MX en el Apertura 2013 son los siguientes:
| 5 de noviembre de 2013, 21:00 | Morelia                                                 | 3:3 (2:1) (3:1 p.) | Atlas                                               | Estadio Morelos, Morelia                                      |                                                               |
|                               | Jefferson Montero 7' · Edgar Andrade 12' · Mancilla 54' | [https://web.archive.org/web/20140305001939/http://www.ligamx.net/home/noticia.html?id=5831 Archivado el 5 de marzo de 2014 en Wayback Machine. Reporte] | Omar Bravo 39' · Vuoso 50' · Lucas Ayala 57'        | Asistencia: 31,830 espectadores Árbitro(s): Fernando Guerrero | Asistencia: 31,830 espectadores Árbitro(s): Fernando Guerrero |
|                               |                                                         | Tiros desde el punto penal |                                                     |                                                               |                                                               |
|                               | Mancilla · Federico Vilar · Armando Zamorano            | | Vuoso · Flavio Santos · Leandro Cufré · Lucas Ayala |                                                               |                                                               |

| Vilar Godínez Huiqui Pérez Morales Andrade Valdez Cárdenas Ramírez Montero Mancilla |

|  |

### SuperLiga Norteamericana
Monarcas Morelia participó por invitación en la primera SuperLiga Norteamericana en su edición 2007 y quedó ubicado en el grupo B junto al América de México y al Houston Dynamo y DC United de los Estados Unidos.
Empezó empatando a 1 con el DC United en Washington después de ir perdiendo desde el minuto 6, por Morelia anotó Diego Martínez al minuto 79. (enlace roto disponible en Internet Archive; véase el historial, la primera versión y la última).
Volvió a empatar a 1 pero contra el Dynamo en Houston, Texas después de ir perdiendo desde el segundo 30 y el empate lo rescató el brasileño Marcinho. (enlace roto disponible en Internet Archive; véase el historial, la primera versión y la última).
Para pasar a semifinales necesitaba ganar ante el América en Chicago, Illinois que ya no aspiraba a nada pero todo se complicó cuando ya perdían 1-0 y le expulsan a Mauricio Romero y le cobran penal en contra que concretaría Salvador Cabañas,a pesar de esto en 5 minutos lograron 2 goles por conducto de Gonzalo Choy González y Luis Ángel Landín pero Federico Insúa mataría el sueño a 5 del final quedando el marcador 3-2 a favor de los capitalinos. (enlace roto disponible en Internet Archive; véase el historial, la primera versión y la última).
Terminaría con 2 puntos saldo de 2 empates y una derrota,4 goles a favor y en contra.
Volvería por la revancha en la Superliga 2010 y esta vez clasificaría gracias a su puntuación en la temporada 2009-2010 y quedaría ubicado en el grupo A junto al Universidad Nacional de México y el Chicago Fire y New England Revolution de los Estados Unidos, avanzando a semifinales donde derrotaron 1-0 al Dynamo de Houston con gol de Miguel Sabah y posteriormente en la final al New England Revolution 2-1 nuevamente con dos goles de Miguel Sabah quien al final del partido saldría expulsado. De esta forma Monarcas Morelia se convirtió en campeón de la Superliga 2010.
| 1 de septiembre de 2010 19:00 | New England Revolution | 1:2 (0:0) | Morelia              | Gillette Stadium,                                                     |                                                                       |
|                               | Kevin Alston 79'       | Reporte   | Miguel Sabah 65' 75' | Asistencia: 10,414 espectadores Árbitro(s): Carlos Batres (Guatemala) | Asistencia: 10,414 espectadores Árbitro(s): Carlos Batres (Guatemala) |

| Vilar Pérez Romero Salazar Dórame Pineda Lozano Hernández Droguett Rey Sabah |

|  |

## Símbolos

### Colores y mote

Bandera de la ciudad de Morelia

Los colores oficiales del club son el rojo y el amarillo. Provienen de los colores de la bandera de la ciudad de Morelia (que se ilustra en la imagen), que a su vez tomó sus colores de la bandera de España.
El mote de "Los Canarios" surge en la década de 1950, cuando estaba prohibido a los jugadores hablarse en la cancha, por lo que optaron por silbarse para pasarse el balón. Esto, aunado al color amarillo del uniforme, hizo que comenzaran a apodarlos como esta ave, mote que fue utilizado cariñosamente por varias décadas, cayendo en desuso a partir del año de 1999, cuando el equipo cambió de dueño y de nombre. Con el resurgimiento del Atlético Morelia en el 2020, se recuperó oficialmente este mote por la nueva directiva, y actualmente así se les identifica. Gracias a este mote de "Los Canarios", el restaurante que se encontraba a las afueras de su antiguo estadio, el "Campo Morelia" en los 50, fue bautizado así, y cariñosamente también la afición apodó al estadio como "Los Canarios".
En el año de 1999 se cambia el nombre del equipo por "Monarcas Morelia", haciendo alusión al escudo de armas de la ciudad, en el cual aparecen las figuras de tres reyes. Este escudo de armas se remonta a finales del siglo XVI, producto de la Real Cédula expedida por el rey Carlos I de España, en donde otorgó al Virrey Antonio de Mendoza merced para dotar de blasón a la ciudad de Valladolid. De esta forma, la suposición de que el apodo provenga de la mariposa monarca que hiberna y se reproduce en la parte oriental del estado de Michoacán es errónea.

## Uniforme
| Primera equipación | (Ver evolución) | Equipación actual |

### Uniformes actuales
- Uniforme local: Playera de color amarillo con una franja roja inclinada de derecha a izquierda, con short y medias azules.
- Uniforme visitante: Playera de color blanco, short y medias blancas.
- Uniforme alternativo: Playera de color negro con una franja naranja inclinada de derecha a izquierda en referencia a un color tradicional del Día de Muertos, con short y medias negras.

| Primer Uniforme | Segundo Uniforme | Tercer Uniforme |

### Uniforme de portero
| Uniforme de portero |

### Patrocinadores Actuales
A continuación se muestra la lista de patrocinadores actuales del club (Clausura 2022):
| Proveedor | Principal Patrocinador | Otros Patrocinadores |
| --------- | ---------------------- | --- |
| Keuka     | Akron ArcelorMittal    | Michoacán Construye Morelia brilla Puruándiro Cemex Tolteca Extra Comex KFC Pizza Hut Starbucks Calidra Caliente.mx Caja Morelia Valladolid Harinera Monarca Servi-Med Electrolit Gas del Lago Teqball México Agromich Biocup Cosmocel Spor Hakem Soccer Supplement D'co Morelia Salsa Huichol Pinturas Perdura Autovías Abarrotes La Violeta El Pollo Choncho MásChurro TopTaste Donuts Telecable Red Cola Innova Ice GNU Gas Natural Mediotiempo.com |

## Instalaciones

### Estadio

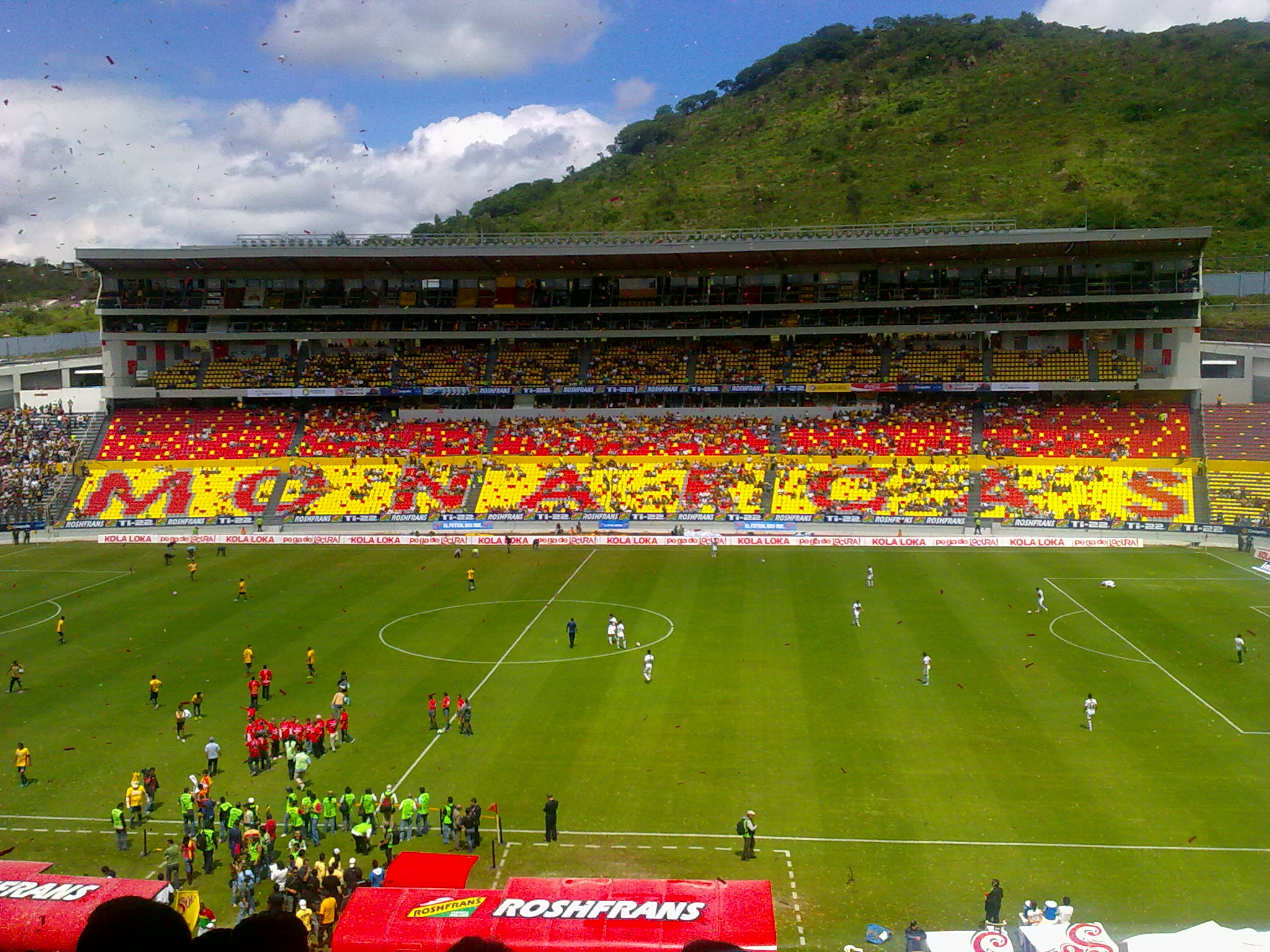
Estadio Morelos

El Estadio Morelos es un estadio de fútbol ubicado sobre el periférico paseo de la República, en el sector Independencia, al noroeste de Morelia, Michoacán. Es sede del equipo de fútbol profesional Club Atlético Morelia. Asimismo, en este inmueble se han llevado a cabo eventos diversos, como conciertos, reuniones de carácter religioso y misas. Su nombre oficial, "Estadio Generalísimo José María Morelos y Pavón" fue puesto para honrar la memoria de este héroe de la Independencia de México, oriundo de Valladolid, hoy Morelia.
La forma del estadio es irregular, porque mientras en las cabeceras (localidades por detrás de las porterías) cuenta con un solo nivel y 32 gradas, a lo largo de las bandas tiene 4 niveles (uno de graderías, uno de plateas y dos de palcos) y 49 gradas.
El Estadio Morelos, como se le llama comúnmente, es la casa del Club Atlético Morelia, un inmueble en constante mejora, ha logrado ubicarse entre los mejores, no solo de México, sino a nivel continental.[cita requerida] Sus espectadores tienen una clara visibilidad desde cualquier asiento, ya que el piso de las gradas está construido conforme al trazo de una curva denominada isóptica vertical.
Su capacidad lo coloca como el octavo estadio más grande de México, por debajo de otros escenarios como el Estadio Azteca, el Estadio Olímpico Universitario, el Estadio Jalisco, el Estadio BBVA Bancomer, el Estadio Cuauhtémoc, el Estadio Omnilife y el Estadio Universitario.
Entre algunos eventos internacionales hablando en el aspecto deportivo, ha sido partícipe en la Copa Libertadores de América en cuartos de final, la final en la Copa de Campeones de la Concacaf, la Concacaf Liga de Campeones y cuatro finales de la Primera División de México.
Además de haber sido la sede inaugural de la Copa Mundial de Fútbol Sub-17 de 2011 con el partido de México contra Corea del Norte, albergando también varios encuentros de grupo y de octavos de final, además de un encuentro de cuartos de final.

## Datos del club
- Primer partido disputado:
  - En torneos nacionales: América 1 - 1 Morelia (14 de julio de 1957, Liga 1957-58).
  - En torneos internacionales: Morelia 9 - 0 Coke Milpross (Copa de Campeones de la Concacaf 1988, 30 de marzo de 1988).
- Temporadas en Primera División de México: 64
- Temporadas en Segunda División de México: 20
- Temporadas en Liga de Expansión: 6
- Liguillas por el título: 29.
- Puesto histórico Primera División: 12.º.
- Puesto histórico en Liguillas Primera División: 7.º.
- Finales disputadas:
  - De Liga MX: 4 (Invierno 2000, Apertura 2002, Clausura 2003, y Clausura 2011).
  - De Copa MX: 3 (Copa México 1965, Apertura 2013 y Clausura 2017).
  - De torneos internacionales: 2 (Copa de Campeones de la Concacaf 2002, y 2003).
  - De Liga de Expansión: 3 (Guard1anes Clausura 2021), (Grita México Clausura 2022) y (Clausura 2023).
- Mejor puesto en liga:
  - En torneos largos: 4.º (Temporada 1986-87).
  - En torneos cortos: 1.º (Clausura 2003, Clausura 2005).
- Peor puesto en liga:
  - En torneos largos: Último lugar (Temporadas 1967-1968 y 1982-1983).
  - En torneos cortos: 18.º (Invierno 1996, Apertura 2014, Clausura 2015).
- Más puntos en una temporada:
  - En torneos largos: 47 (Temporada 1986-87).
  - En torneos cortos: 35 (Clausura 2003, Clausura 2005).
- Mayor número de goles marcados en una temporada:
  - En torneos largos: 63 goles (Temporada 1983-1984).
  - En torneos cortos: 35 (Apertura 2002).
- Menor número de goles marcados en una temporada:
  - En torneos largos: 23 goles (Temporada 1967-1968).
  - En torneos cortos: 11 (Clausura 2008).
- Mayor número de goles recibidos en una temporada:
  - En torneos largos: 75 goles (Temporada 1994-1995).
  - En torneos cortos: 35 (Clausura 2004).
- Menor número de goles recibidos en una temporada:
  - En torneos largos: 31 goles. (Temporada 1960-1961).
  - En torneos cortos: 13 (Bicentenario 2010).
- Más victorias en una temporada:
  - En torneos largos: 18 en 40 jornadas (Temporada 1986-1987).
  - En torneos cortos: 11 en 17 jornadas (Clausura 2005).
- Más empates en una temporada: 17 en 38 jornadas (Temporada 1988-1989).
- Menos victorias en una temporada:
  - En torneos largos: 5 (Temporada 1962-1963).
  - En torneos cortos: 1 en 17 jornadas (Invierno 1996).
- Mayor goleada conseguida en torneos nacionales:
  - Morelia 6 - Necaxa 0; 2 de noviembre de 2002 
  - Morelia 6 - Querétaro 0; 8 de agosto de 2010 
  - Morelia 7 - Irapuato 2; 26 de noviembre de 2000 
  - Morelia 6 - FC Juárez 1; 31 de octubre de 2019[20]
  - Morelia 6 - Toluca 1; 6 de marzo de 2011 
  - Morelia 6 - Atlante 1; 21 de noviembre de 2004  (enlace roto disponible en Internet Archive; véase el historial, la primera versión y la última).
  - Morelia 6 - Puebla 1; 16 de febrero de 2003  (enlace roto disponible en Internet Archive; véase el historial, la primera versión y la última).
  - Morelia 6 - Pumas 2; el 10 de octubre de 1999

 (enlace roto disponible en Internet Archive; véase el historial, la primera versión y la última).
- Mayor goleada conseguida en torneos internacionales: Morelia 9-0 Coke Milpross (Copa de campeones de la Concacaf 1988).
- Mayor goleada encajada en torneos nacionales:
  - Guadalajara 7-0 Morelia 15 de diciembre de 1957[21]
  - Santos 7-1 Morelia; Bicentenario 2010 27 de mayo de 2010
  - Atlas 6-0 Morelia. 1966-67.
  - Santos 6-0 Morelia; Clausura 2004, 25 de abril de 2004[22]
  - Morelia 3-6 Club América; abril de 2004
- Máximo goleador: Marco Antonio Figueroa, 140 goles.

## Jugadores

### Altas y bajas: Apertura 2025
| Altas             | Altas         | Altas                    | Altas                      |
| Jugador           | Posición      | Procedencia              | Tipo                       |
| ----------------- | ------------- | ------------------------ | -------------------------- |
| Ricardo Galindo   | Defensa       | Pumas UNAM               | Libre                      |
| Brandon Ochoa     | Defensa       | Atlético de San Luis     | Préstamo                   |
| Diego Esqueda     | Defensa       | Club América             | ?                          |
| Alfredo Gutiérrez | Defensa       | Club Necaxa              | Préstamo                   |
| Uziel García      | Defensa       | C.D. Tapatío             | Traspaso                   |
| Brian Figueroa    | Mediocampista | Mineros de Zacatecas     | Préstamo                   |
| Mauro Nambo       | Mediocampista | Atlético Morelia - UMSNH | Promovido al primer equipo |
| Arturo Palma      | Mediocampista | Club Necaxa              | Libre                      |
| Rubén del Campo   | Delantero     | UCAM Murcia C.F.         | Libre                      |
| Alonso Flores     | Delantero     | Correcaminos UAT         | Fin de préstamo            |

| Bajas              | Bajas         | Bajas              | Bajas           |
| Jugador            | Posición      | Destino            | Tipo            |
| ------------------ | ------------- | ------------------ | --------------- |
| René López         | Defensa       | C.F. Pachuca       | Fin de préstamo |
| Juan García Sancho | Defensa       | Venados F.C.       | Traspaso        |
| Sebastián Medellín | Defensa       | Bandera de ?       | Fin de contrato |
| Ángel Tecpanécatl  | Mediocampista | Bandera de ?       | Fin de contrato |
| Paulo Romero       | Mediocampista | Club Necaxa        | Traspaso        |
| Vinícius Côrtes    | Mediocampista | Club Puebla        | Fin de préstamo |
| Jaziel Martínez    | Mediocampista | Bandera de ?       | Fin de contrato |
| Emilio Sánchez     | Mediocampista | Dorados de Sinaloa | Fin de contrato |
| Rodolfo Vilchis    | Mediocampista | Bandera de ?       | Retiro          |
| Brayan Trejo       | Delantero     | Cancún F.C.        | Fin de contrato |
| João Maleck        | Delantero     | Guadalupe F.C.     | Fin de contrato |
| Paolo Yrízar       | Delantero     | Bandera de ?       | Fin de contrato |
| Laerte Polydoro    | Delantero     | Bandera de ?       | Fin de contrato |
| Jhan Rengifo       | Delantero     | Bandera de ?       | Fin de contrato |

### Más presencias
| Puesto | Jugador                | Período                            | Partidos |
| ------ | ---------------------- | ---------------------------------- | -------- |
| 1      | Mario Juárez           | 1983-1999                          | 395      |
| 2      | Omar Trujillo          | 1998-2009                          | 376      |
| 3      | Carlos Morales         | 1998-2001 2002-2004 2012-2017 2019 | 322      |
| 4      | Moisés Muñoz           | 1999-2010                          | 282      |
| 5      | Jorge Guerrero         | 1984-1995                          | 268      |
| 6      | Marco Antonio Figueroa | 1986-1990 1993-1997                | 267      |
| 7      | Ricardo Campos         | 1984-1992                          | 256      |
| 8      | Francisco Javier Gómez | 1986-1995                          | 255      |
| 9      | Darío Franco           | 1998-2004                          | 241      |
| 10     | Heriberto Morales      | 1997-2002                          | 216      |

- Los jugadores en negrita están actualmente activos en el club.
- Actualizado hasta el 18 de septiembre de 2016.

### Máximos anotadores
- Actualizado hasta el 7 de abril de 2018.

| #  | Jugador                | LIG | CPA | SPC | CON | LIB | PRE | INL | SPL | Total |
| -- | ---------------------- | --- | --- | --- | --- | --- | --- | --- | --- | ----- |
| 1  | Marco Antonio Figueroa | 130 | 5   | -   | 5   | -   | -   | -   | -   | 140   |
| 2  | Alexandro Fernandes    | 71  | -   | -   | 4   | 6   | 1   | 1   | -   | 83    |
| 3  | Miguel Sabah           | 64  | -   | -   | 3   | -   | -   | -   | 4   | 71    |
| 4  | Rafael Márquez Lugo    | 58  | -   | -   | 2   | -   | -   | 3   | 2   | 65    |
| 5  | Carlos Miloc           | 59  | 61  | -   | -   | -   | -   | -   | -   | 65    |
| 6  | Mario Juárez           | 49  | -   | -   | -   | -   | -   | -   | -   | 49    |
| 7  | Luis Gabriel Rey       | 43  | -   | -   | -   | 1   | -   | 2   | 2   | 48    |
| 8  | Claudio Da Silva       | 47  | -   | -   | -   | -   | -   | -   | -   | 47    |
| 9  | Carlos Morales         | 37  | 3   | 1   | 1   | 1   | -   | -   | -   | 43    |
| 10 | Raúl Ruidíaz           | 40  | 1   | -   | -   | -   | -   | -   | -   | 41    |

SIMBOLOGÍA:
- 1: Se conoce la cantidad de goles en una temporada de copa, mas no el total.
- LIG: Liga
- COP: Copa
- SPC: Supercopa
- CON: Liga/Copa de Campeones de la Concacaf
- LIB: Copa Libertadores
- INL: InterLiga
- PRE: Copa Pre Libertadores
- SPL: SuperLiga

### Campeones de goleo
Aquí se presentan los actuales campeones de goleo por torneo.
| Jugador         | País     | Torneo                            | Goles |
| --------------- | -------- | --------------------------------- | ----- |
| Raúl Ruidíaz    | Perú     | Apertura 2016*                    | 11    |
| Raúl Ruidíaz    | Perú     | Clausura 2017                     | 9     |
| Gustavo Ramírez | Paraguay | Liga de Expansión Guardianes 2020 | 7     |

- Lo comparte junto con Dayro Moreno el título de goleo 2016.

## Entrenadores
| Nombre                 | Período   |
| ---------------------- | --------- |
| Alfredo Piedra         | 1959      |
| Cheché Martín          | 1959-1961 |
| Cheché Martín          | 1963-1965 |
| Diego Malta            | 1980-1982 |
| Árpád Fekete           | 1982-1983 |
| Antonio Carbajal       | 1983-1995 |
| José Guadalupe Díaz    | 1995      |
| Carlos Miloc           | 1995      |
| Enrique Meza           | 1996      |
| Jesús Bracamontes      | 1996      |
| Tomás Boy              | 1996-1997 |
| Eduardo Solari         | 1997-1998 |
| Tomás Boy              | 1998-2000 |
| Luis Fernando Tena     | 2000-2001 |
| Miguel Ángel Russo     | 2001-2002 |
| Rubén Omar Romano      | 2002-2004 |
| Antonio Mohamed        | 2004      |
| Eduardo Acevedo        | 2004-2005 |
| Ricardo Ferretti       | 2005      |
| Sergio Bueno           | 2006      |
| Darío Franco           | 2006      |
| Hugo Hernández         | 2006      |
| Marco Antonio Figueroa | 2006-2007 |
| José Luis Trejo        | 2007      |
| David Patiño           | 2007-2008 |
| Luis Fernando Tena     | 2008-2009 |
| Tomás Boy              | 2009-2012 |
| Rubén Omar Romano      | 2012-2013 |
| Carlos Bustos          | 2013-2014 |
| Eduardo de la Torre    | 2014      |
| Roberto Hernández      | 2014      |
| Ángel Comizzo          | 2014      |
| José Guadalupe Cruz    | 2014      |
| Alfredo Tena           | 2014-2015 |
| Roberto Hernández      | 2015      |
| Enrique Meza           | 2015-2016 |
| Roberto Hernández      | 2016      |
| Pablo Marini           | 2017      |
| Roberto Hernández      | 2017-2019 |
| Javier Torrente        | 2019      |
| Pablo Guede            | 2019-2020 |
| Ricardo Valiño         | 2020-2022 |
| Gabriel Pereyra        | 2022-2023 |
| Carlos Adrián Morales  | 2023      |
| Israel Hernández Pat   | 2024      |
| Norberto Scoponi       | 2024      |
| Mario García Covalles  | 2024      |
| Nacho Castro           | 2025      |
| Gilberto Adame         | 2025-Act. |

## Filiales
Atlético Morelia cuenta con dos filiales dentro de las categorías inferiores del fútbol mexicano. 

### Aguacateros CDU
El Aguacateros Club Deportivo Uruapan, más conocido como los Aguacateros CDU, es un equipo que actualmente juega en la Serie A de la Liga Premier de México. Tiene como sede la ciudad de Uruapan, Michoacán. El equipo fue fundado en 2018 como una escuadra independiente hasta que en 2024 se convirtió en el primer filial del Atlético Morelia en orden jerárquico, esto debido a la categoría en la que participa, por lo que sus jugadores pueden formar parte de las alineaciones de los Canarios, al igual que el equipo moreliano puede envíar a algunos de sus futbolistas a tomar parte de los juegos de la escuadra uruapense siempre y cuando se ajusten al reglamento de competencia de la Segunda División de México. Se debe mencionar que los Aguacateros compiten con su propio nombre, escudo, uniforme y colores independientes de los utilizados por el Atlético Morelia, aunque se encuentran bajo una misma estructura deportiva y administrativa.

### Atlético Morelia - UMSNH
El Club Atlético Morelia – Universidad Michoacana de San Nicolás de Hidalgo, es un equipo que actualmente juega en el Grupo XI de la Tercera División de México. Tiene como sede el Estadio Universitario de Morelia. Este equipo fue creado en agosto de 2024 tras la firma de un convenio entre el Atlético Morelia y la casa de estudios nicolaíta, tomando como base para su creación a los Zorros de la UMSNH, el equipo que representaba Universidad Michoacana en las competencias de carácter escolar. En este caso el equipo compite con un uniforme y colores propios, aunque utilizando de manera oficial el escudo del Atlético Morelia ante la Liga TDP y la Federación Mexicana de Fútbol, además de que sus jugadores están registrados como parte de la esctructura deportiva de la escuadra canaria.

## Palmarés

### Torneos Nacional
| Competición nacional                                        | Títulos        | Subcampeonatos                               |
| ----------------------------------------------------------- | -------------- | -------------------------------------------- |
| Primera División de México (1/3)                            | Invierno 2000. | Apertura 2002, Clausura 2003, Clausura 2011. |
| Copa México (1/2)                                           | Apertura 2013. | 1964-1965, Clausura 2017.                    |
| Supercopa de México (1/1)                                   | 2013-2014.     | 2014-2015.                                   |
| Liga de Expansión MX (1/2)                                  | Clausura 2022  | Clausura 2021, Clausura 2023                 |
| Campeón de Campeones Liga de Expansión MX (0/1)             |                | 2021-2022                                    |
| Segunda División de México (1/1)                            | 1980-1981.     | 1956-1957.                                   |
| Copa de la Segunda División de México (1/0)                 | 1955-1956.     |                                              |
| Campeón de Campeones de la Segunda División de México (1/0) | 1955-1956.     |                                              |

### Torneos internacional
| Competición internacional              | Títulos | Subcampeonatos |
| -------------------------------------- | ------- | -------------- |
| Liga de Campeones de la Concacaf (0/2) |         | 2002, 2003.    |

### Torneos amistosos internacionales
- SuperLiga Norteamericana (1): 2010[45]
- Subcampeón de la Copa Coliseo (1): 1999

### Torneos amistosos
- Copa de las Américas: 1989.[46]
- Copa Jalisco (1): 2012
- Copa El Mexicano (1): 2011
- Copa Caliente Tijuana (1): 2009[47]
- Copa Pachuca (1): 2001
- Copa Azteca-Sol (1): 2001
- Trofeo del 75 Aniversario del Instituto Politécnico Nacional: 2011
- Trofeo Conmemorativo del 100 Aniversario del Real Club España: 2012
- Trofeo Bandera Nacional (2): 2011, 2012
- Copa IMSS (1): 2013

### Torneos de fuerzas básicas
- Torneo de Fuerzas Básicas (1): Sub-13 (2018).
  - Subcampeón Fuerzas Básicas (2): Sub-15 (2014), Sub-20 (2012).